# The Man Trap
"The Man Trap" é o episódio de estreia da série de ficção científica estadunidense Star Trek: The Original Series. Foi exibido pela primeira vez nos Estados Unidos pela NBC em 8 de setembro de 1966, tendo sido escrito por George Clayton Johnson e dirigido por Marc Daniels. The Original Series se passa no século XXIII e acompanha as aventuras da tripulação da nave estelar USS Enterprise. Neste episódio, a tripulação visita um posto avançado para realizar exames médicos em seus residentes, porém começam a ser atacados por uma criatura alienígena metamorfa que busca extrair o sal de suas vítimas.
A história era parte da proposta inicial de The Original Series e foi primeiro entregue ao roteirista Lee Erwin, porém depois repassada para Johnson. Este incorporou elementos do episódio "The Four of Us Are Dying" de The Twilight Zone. O produtor executivo Gene Roddenberry, o produtor associado Robert H. Justman e o editor de histórias John D. F. Black alteraram elementos do roteiro, incluindo seu título. O episódio foi o sexto a ser produzido na série e suas filmagens ocorreram no final de junho de 1966. A criatura sugadora de sal foi criada pelo artista Wah Chang e pelo figurinista William Ware Theiss.
"The Man Trap" foi escolhido pelos executivos da NBC como o primeiro episódio da série a ser exibido por causa dos elementos de terror de seu enredo, em detrimento do episódio piloto "Where No Man Has Gone Before". "The Man Trap" teve a melhor audiência do horário e registrou um índice Nielsen entre 24,2 e 25,5. As avaliações da época criticaram os níveis de violência do episódio, mas elogiaram as atuações. Avaliações posteriores foram mistas, mas houve elogios para a variedade étnica do elenco coadjuvante. A história foi adaptada como um conto pelo autor James Blish e publicada em janeiro de 1967.

## Enredo
A USS Enterprise chega no planeta M-113 para entregar suprimentos e realizar exames médicos nos seus únicos habitantes, o professor Robert Crater e sua esposa Nancy, que operam uma estação de pesquisa no local. O doutor Leonard McCoy, o capitão James T. Kirk e o tripulante Darnell descem ao planeta e cada um enxerga Nancy de uma maneira diferente: McCoy como quando a conheceu, Kirk como uma versão mais envelhecida e Darnell como uma loira atraente. Este último é posteriormente encontrado morto com manchas circulares vermelhas no rosto, uma raiz de planta na boca e Nancy ao seu lado afirmando que não conseguiu impedi-lo de comer a planta. O comandante Spock analisa a planta e determina que é venenosa, mas que manchas não são um sintoma. McCoy e Spock determinam que todo o sal do corpo de Darnell foi sugado. Kirk e McCoy voltam ao planeta com os tripulantes Green e Sturgeon para embarcarem Crater e Nancy na Enterprise até que o assassino seja encontrado. Entretanto, Nancy mata os dois tripulantes e assume a forma de Green, subindo para a nave com o corpo de Sturgeon.
"Green" mata um tripulante a bordo e assume a forma de McCoy. Kirk e Spock voltam ao planeta para pegarem Crater, encontrando-o armado ao lado do corpo de Green. Crater é incapacitado e revela que a verdadeira Nancy foi morta anos antes por uma criatura metamorfa que se alimenta de sal, a última de sua espécie. De volta na Enterprise, Crater se recusa a ajudar na identificação da criatura e Kirk pede para o falso "McCoy" usar um soro da verdade. A criatura mata Crater e incapacita Spock, deixando-o vivo porque seu sangue vulcano é incompatível com suas necessidades. A criatura retorna à forma de "Nancy" e vai até McCoy, porém Kirk aparece com tabletes de sal para atrai-la e forçar um ataque. McCoy hesita, pois já teve um relacionamento com a verdadeira Nancy, e a criatura consegue consumir os tabletes e reconquistar sua força. Ela enfrenta Kirk e depois também Spock, derrotando ambos. A criatura assume sua forma verdadeira para se alimentar de Kirk, porém é morta por McCoy, mesmo pedindo perdão na forma de "Nancy".

## Produção

### Roteiro

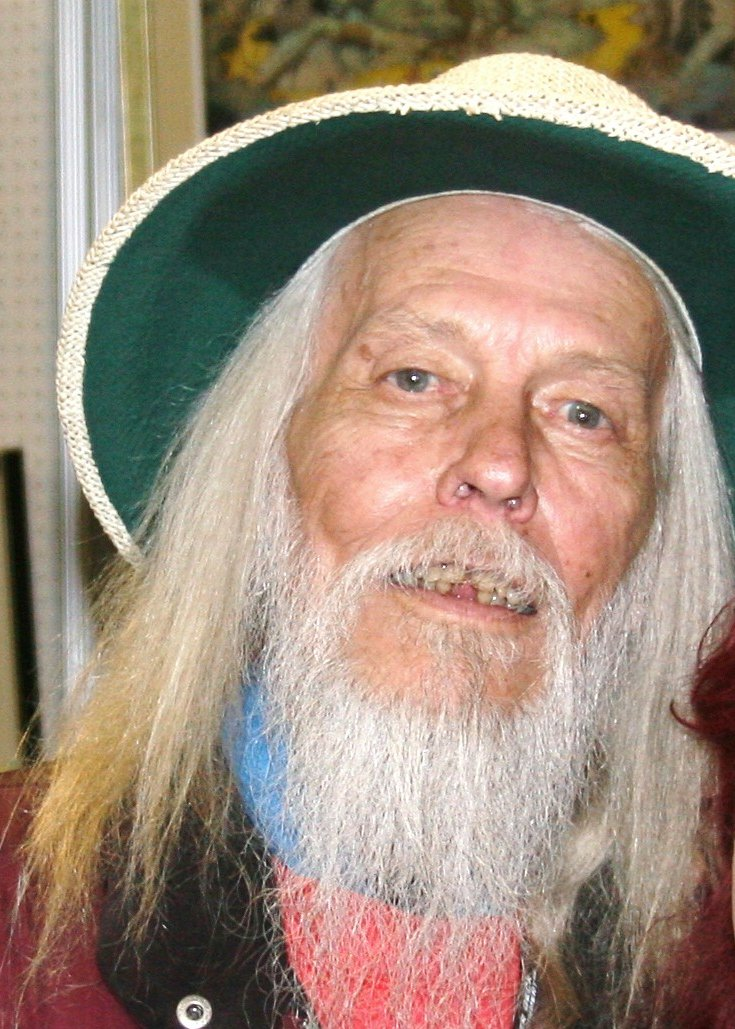
George Clayton Johnson escreveu "The Man Trap"

"The Man Trap" apareceu na apresentação original do produtor executivo Gene Roddenberry para Star Trek: The Original Series como um episódio com um enredo diferente: a tripulação da USS Enterprise enfrentaria aparições que são "armadilhas de realização de desejos que se tornam tão reais quanto carne e osso", com essas armadilhas ficando cada vez mais sutis a ponto da tripulação ter dificuldade para diferenciá-las da realidade. O roteirista Lee Erwin, que anteriormente tinha trabalhado com Roddenberry na série The Lieutenant, foi contratado para produzir um tratamento, com um esboço contendo um vampiro devorador de sal sendo entregue em 8 de abril de 1966. Enquanto isso, o autor George Clayton Johnson foi contratado para um esboço chamado provisoriamente de "Chicago II", em que a Enterprise visitaria um planeta cuja cultura seria aquela de criminosos de Chicago da década de 1920, que posteriormente se tornou o episódio "A Piece of the Action". Johnson foi contratado depois de ter sido recomendado aos produtores pelo editor de histórias John D. F. Black. Johnson decidiu usar o romance de ficção científica The Syndic, de Cyril M. Kornbluth, como base para sua história. Roddenberry achou que o tratamento de Johnson não se encaixava em sua visão para a série, mas não queria perdê-lo e assim pediu para que escrevesse "The Man Trap". Erwin foi pago um salário completo por sua versão e também recebeu um valor separado porque a história não seria usada. Ele posteriormente escreveria o episódio "Whom Gods Destroy" da terceira temporada.
Roddenberry queria mais ação, assim a ideia da criatura ser capaz de criar aparições retornou. Stan Robertson da emissora NBC sugeriu que deveriam procurar conselhos médicos sobre se drenar um elemento químico de alguém iria matá-la instantaneamente. Roddenberry perguntou para a empresa de pesquisa DeForest Research, que disse que, apesar disso nunca ter acontecido na realidade, uma morte rápida seria provável. Johnson sugeriu que a criatura fosse a última de sua espécie, comparando-a ao número cada vez menor de bisões. Roddenberry achou a ideia interessante.
Erwin foi pago mais um valor para encerrar seu contrato e Johnson escreveu o primeiro esboço do enredo, intitulando-o "Damsel With a Dulcimer". Ele se consultou com Black, que o aconselhou a colocar a criatura na Enterprise rapidamente para aumentar o ritmo do episódio. Este esboço foi entregue em 23 de maio, mas a NBC achou que havia um excesso de alucinações; o mesmo elemento de enredo tinha sido usado no episódio piloto recusado "The Cage". Johnson reescreveu outro esboço em 31 de maio que reduzia o número de aparições, sendo bem recebido pelo produtor associado Robert H. Justman. Roddenberry e Justman fizeram mais alterações, incluindo restaurar o título "The Man Trap" do tratamento original de Erwin e remover uma cena que mostrava o doutor Leonard McCoy tendo receio de usar o teletransportador. Johnson fez mais alterações, mas reclamou da mudança de título. Depois disto foi passado de volta para Justman e Black. O primeiro ainda achava que o roteiro precisava de mais mudanças, mas o segundo achou que estava pronto. Roddenberry reescreveu o roteiro entre 16 e 21 de junho, depois da avaliação de Black. Johnson achou que essa revisão "piorou a história".
Black posteriormente afirmou que Roddenberry removeu uma boa parte do trabalho de Johnson e que o trabalho original deste era melhor do que a versão editada. Johnson, por sua vez, ficou satisfeito com o episódio, mas achou que os telespectadores não compreenderiam The Original Series depois de assistirem "The Man Trap" por conta das diferenças de caracterização em relação ao resto da série. Ele admitiu que não gostou de Spock e ficou preocupado que o personagem não seria compreendido depois deste episódio. Roddenberry ficou satisfeito com o trabalho de Johnson e lhe ofereceu outro trabalho no episódio "What Are Little Girls Made Of?", que tinha sido escrito por Robert Bloch. Roddenberry queria que o roteiro fosse apenas "polido", mas Johnson recusou achando que o único modo de melhorar a história seria começá-la do zero. Ele ainda assim expressou desejo de trabalhar na série de novo, escrevendo uma ideia chamada "Rock-A-Bye Baby, or Die!" em que a Enterprise se transformaria em um ser consciente parecido com uma criança que idolatraria o capitão James T. Kirk como seu pai. Isto não foi aceito e "The Man Trap" seria sua única contribuição para a franquia.

### Filmagens
As filmagens de todos os episódios anteriores de The Original Series atrasaram e os produtores estavam preocupados que não teriam tempo suficiente para cada produção. Marc Daniels foi o diretor de "The Man Trap", tendo antes dirigido vários episódios de I Love Lucy, também produzido pela Desilu Productions. A pré-produção começou durante as filmagens de "The Enemy Within", mas este episódio também atrasou. As filmagens de "The Man Trap"  começaram por volta das 14h20min de 22 de junho e continuaram até às 19h10min. Vários saleiros futuristas foram adquiridos, mas acabaram sendo usados como ferramentas na enfermaria por temores de que não seriam reconhecidos.
O primeiro dia completo de filmagens foi o 23 e foi passado predominantemente na ponte da Enterprise. Dois planos de estabelecimento foram adiados até as filmagens do episódio seguinte. As cenas nos corredores foram filmadas em 24 de junho, bem como a cena climática da morte da criatura. Daniels em certo momento estimou que estava atrasado em apenas um terço de dia. A produção recomeçou em 27 de junho depois do recesso do fim de semana com as cenas no laboratório de botânica, sala de reuniões e enfermaria. O cenário do laboratório era uma modificação da enfermaria. A planta animada no laboratório era um fantoche de mão controlado embaixo da mesa; Grace Lee Whitney, intérprete da ordenança Janice Rand, afirmou que o operador da planta conseguia olhar por baixo da saia de seu figurino e ficou tentando apalpá-la com o fantoche.
Para as cenas em que Spock sangra, Daniels decidiu que o sangue vulcano deveria ser verde. Roddenberry não gostou e tentou sem sucesso corrigir isso na pós-produção. O diretor estimou ao final do quinto dia de filmagens que estava apenas meia hora atrasado. O sexto e sétimo dias foram passados nos cenários do planeta M-113; a aparência da superfície não se encaixava com a visão de Johnson, mas ele ficou satisfeito com o resultado. As ruínas foram construídas com caixas de papelão cobertas com gunite, um produto parecido com cimento, para que tivessem uma aparência rochosa. A produção terminou às 14h55min de 30 de junho. Justman posteriormente chamou Daniels de um "salvador" por ter entregue "The Man Trap" dentro do cronograma. Daniels também assumiu a direção do episódio seguinte, "The Naked Time", quando o diretor original saiu da produção e conseguiu finalizar as filmagens um quarto de dia antes do cronograma. Ele acabou se tornando o diretor com o maior número de episódios em The Original Series.
Daniels, durante as filmagens de "The Man Trap", iniciou um sistema em que atores que não eram necessários para a filmagem da cena do momento ficavam em uma área específica para o elenco com o objetivo praticarem suas falas para quando fossem chamados, em vez de retornarem para seus camarins. Os produtores acharam que isso acelerava o processo de filmagens e melhorava a qualidade das interpretações. Esse sistema foi mantido pelo restante da série, mesmo nos episódios que Daniels não dirigiu.
Justman, durante a pós-produção, recomendou que uma narração de abertura fosse adicionada, com Roddenberry concordando e escrevendo falas que se tornaram o "diário do capitão". O compositor Alexander Courage gravou sua música para o episódio em 19 de agosto, mesmo dia em que seu "Theme from Star Trek" foi gravado com uma orquestra de 25 músicos. Roddenberry gostou do tema, mas detestou a música composta especificamente para "The Man Trap". Os efeitos visuais foram criados mais rápido do que o normal em apenas dois meses, três vezes mais rápido do que outros episódios. O custo total de produção foi de 185 401 dólares, abaixo do orçamento.

### Criatura
Os produtores passaram algum tempo considerando a aparência da criatura sugadora de sal. Justman sugeriu que ela poderia ser uma espécie de "jovem dama aterrorizadora", similar em aparência às mulheres orions em "The Cage", mas com pele azul e cabelos laranja. Roddenberry gostou, porém já tinha feito um acordo com a NBC de que a criatura seria um animal. Johnson a imaginou como uma refugiada com "pele acinzentada" usando "vestes de juta". Daniels tinha certa apreensão sobre usar um formato de monstro da semana, perguntando se "Você busca emoções baratas ou uma abordagem mais inteligente?" A equipe decidiu "tratar tudo como se fosse real" a fim de ajudar os telespectadores a comprarem a ideia. Foi Johnson quem sugeriu uma criatura metaforma, já tendo usado essa ideia no episódio "The Four of Us Are Dying" de The Twilight Zone.
A criatura foi criada pelo artista Wah Chang. A dançarina Sandra Gimpel usou o figurino nas filmagens. Ela tinha antes aparecido como uma talosiana em "The Cage". A cabeça foi esculpida com argila e então coberta em um molde de gesso. O molde foi depois removido e látex líquido aplicado para criar uma máscara única e flexível que foi então pintada. Chang adicionou uma peruca branca e prendeu lentes de vidro para esconder os olhos. Buracos foram feitos nas rugas para que Gimpel tivesse alguma visão. Luvas foram modificadas por Chang para que parecessem tentáculos com ventosas. O figurinista William Ware Theiss criou o resto do figurino a partir de um macacão de pele.
Johnson gostou do resultado final e disse que a criatura parecia um "cão indefeso". O figurino foi mantido no escritório de Justman depois das filmagens, tornando-se o primeiro de um número cada vez maior de figurinos alienígenas que passaram a se acumular no local. Ele foi reutilizado no episódio "The Squire of Gothos". A criatura foi chamada oficialmente de "criatura de M-113", porém durante a produção foi chamada de "sugadora de sal" e os fãs de Star Trek passaram a chamá-la de "vampira de sal".
Uma nova versão da criatura foi desenvolvida pelo artista Don Lanning para o filme Star Trek, porém ela não foi utilizada. Várias criaturas de sal apareceram no jogo eletrônico Star Trek Online durante uma missão chamada "Mine Trap", enquanto outra criatura da mesma espécie apareceu no episódio "Veritas" de Star Trek: Lower Decks.

## Temas
A autora Elizabeth D. Blum escreveu que episódios como "The Man Trap", "The Cage" e "What Are Little Girls Made Of?" demonstravam um tema recorrente em The Original Series: quanto mais desolado o planeta, mais provável que os personagens estejam em perigo. Blum também destacou que a opinião predominante na série é que predadores alienígenas como o vampiro de sal eram formas de vida inferiores que deveriam ser destruídas. Entretanto, "The Man Trap" argumenta que tais criaturas não deveriam ser mortas. Por outro lado, a autora achou que a revelação da verdadeira aparência da criatura antes de sua morte impediu que os telespectadores sentissem simpatia por ela.
Paula M. Block e Terry J. Erdmann acharam que matar a criatura era "a coisa certa a se fazer", mas sugeriram que a natureza da sua morte teria deixado McCoy perturbado por algum tempo. Eles também comentaram a cena em que Uhura começa a flertar com Spock, descrevendo o momento como uma "cena quintessencial da série" pelo interesse sexual entre os dois. Os autores sugeriram que esta cena talvez tenha sido a inspiração para o relacionamento entre os personagens apresentado primeiro no filme Star Trek. Nichelle Nichols, a intérprete de Uhura, posteriormente disse que achava que existiam insinuações sobre um relacionamento entre Spock e Uhura em outros episódios.

## Repercussão

### Transmissão
A Desilu realizou uma exibição para executivos da NBC um mês antes da estreia da série para ajudar a escolher o primeiro episódio. Os executivos acharam que "Mudd's Women" levaria os críticos a discutirem "prostitutas espaciais", enquanto "Where No Man Has Gone Before" tinha muita exposição apesar de ter sido filmado como o episódio piloto. A escolha final ficou entre "The Man Trap" e "The Naked Time". Justman achou que "The Naked Time" facilitaria a compreensão dos personagens pelos telespectadores, mas depois concordou com a decisão da NBC de exibir primeiro "The Man Trap". Ele sugeriu que a escolha se deu porque o episódio era "mais assustador e explorável do que os outros".
"The Man Trap" foi o sexto episódio a ser produzido. Roddenberry inicialmente discordou da decisão da NBC, porém ele e o executivo Herbert F. Solow acabaram achando que foi a decisão correta. William Shatner, o intérprete de Kirk, discordou, achando que "The Man Trap" era o pior entre aqueles disponíveis. O episódio foi exibido pela primeira nos Estados Unidos em 8 de setembro de 1966. Formou parte da "Sneak a Peek Week" da NBC, em que a emissora exibiu os episódios de estreia de vários programas antes de suas rivais ABC e CBS, que ainda estavam exibindo reprises da temporada anterior. The Original Series foi exibido depois de Tarzan e antes de The Hero.
"The Man Trap" teve a maior audiência do horário com um índice Nielsen de 25,2 durante a primeira meia hora, sendo estimado que aproximadamente 46,7 por cento de todas as televisões estadunidenses ligadas no horário estavam assistindo o episódio. No mesmo horário, The Tammy Grimes Show da ABC e My Three Sons da CBS tiveram índices Nielsen de 14,1 e 9,4, respectivamente. O índice de "The Man Trap" caiu ligeiramente para 24,2 durante a segunda meia hora, com a participação também diminuindo para 42,2 por cento. Bewitched da ABC aumentou o índice da sua emissora para 15,8, enquanto a sessão de filmes da noite da CBS aumentou o seu índice para 10,7.
As audiências dos episódios seguintes caíram. "Charlie X" foi transmitido uma semana depois, porém não era a escolha para que fosse o segundo, mas isto ocorreu pois "Where No Man Has Gone Before" era o único outro finalizado. "Charlie X" ficou com a segunda melhor audiência durante a primeira meia hora, alcançando um índice de 19,1 e uma participação de 35,9 por cento. Foi superado por My Three Sons com um índice de 19,2. The Original Series caiu para terceiro na segunda meia hora com um índice de 12,3, atrás da sessão de filme das CBS e do primeiro episódio da nova temporada de Bewitched, este último também tendo sido seu primeiro episódio transmitido em cores. A série voltou ao primeiro lugar na terceira semana com "Where No Man Has Gone Before", que registrou um índice de 19,9 na primeira meia hora, mas caiu na segunda meia hora para segundo atrás de Bewitched. Um relatório das primeiras semanas de The Original Series mostrou que foi o 33º programa mais assistido do período com um índice médio de 18,7.
No Reino Unido, o primeiro episódio exibido foi "Where No Man Has Gone Before" em 12 de julho de 1969 pela BBC1. Os episódios foram transmitidos em uma ordem diferente e assim "The Man Trap" foi o trigésimo terceiro episódio em 4 de outubro. O canal nesta época ainda estava transmitindo em preto e branco, com "Arena" sendo o primeiro episódio transmitido em cores em 15 de novembro. Reprises ocorreram na ordem da NBC com "The Man Trap" como o primeiro. No Canadá, "The Man Trap" estrou dois dias antes em 6 de setembro pela CTV. A exibição de programas estadunidenses antes era uma prática comum de emissoras canadenses para evitar competição direta com as emissoras estadunidenses de fronteira por telespectadores e anunciantes. A prática ficou obsoleta assim que a substituição simultânea de comerciais foi permitida.
Uma remasterização em alta definição de "The Man Trap" foi produzida em 2007 e incluiu novos efeitos visuais e aprimoramentos da música e áudio. Essa versão foi exibida pela primeira vez nos Estados Unidos por redifusão em 29 de setembro de 2007, o quadragésimo terceiro episódio a ser remasterizado. Ele foi disponibilizado para mais de duzentas emissoras locais pelo país com direitos de transmissão, assim dependendo do canal a transmissão do episódio remasterizado ocorreu no dia 18 ou 19.

### Crítica
Johnson comentou em 1988 que a recepção contemporânea da crítica sobre "The Man Trap", e dos episódios iniciais de The Original Series em geral, foi de "perplexidade completa". O The Hollywood Reporter elogiou o episódio e disse que tinha bastante suspense e bugigangas de ficção científica. Bob Shiels do Calgary Herald afirmou que "seus efeitos especiais não foram muito especiais" e que o episódio não dava informações suficientes para que o público entendesse sobre o que a série era, concluindo com "Nos disseram que a viagem da Enterprise está programada para durar cinco anos, mas não parecer haver motivo por manter Star Trek por tanto tempo". O The Daily Reporter escreveu que The Original Series tinha "suposições rebuscadas usuais" de outras obras de ficção científica, mas elogiou a atuação de Shatner e os enredos dos primeiros episódios. O Edwardsville Intelligencer disse que a revelação da criatura foi o ponto alto do episódio. Jack Hellman da Daily Variety criticou a série por sua "falta de protagonistas significativos", dizendo que os personagens "movem-se com precisão de direção com apenas violência para proporcionar emoção". A edição semanal da revista deu uma opinião semelhante, dizendo que o episódio tinha "quase nenhum alívio da violência, da matança, de coisas feias e de um monstro desagradável".
"The Man Trap" também foi avaliado mais recentemente. Zack Handlen da The A.V. Club o descreveu como "no geral bem feito" com um enredo que era sombrio e ambíguo. Torrie Atkinson e Eugene Myers da Reactor afirmaram que o episódio apresentava os personagens adequadamente, porém certos elementos ainda não estavam no lugar, como por exemplo a ausência de mortes de personagens vestidos de vermelho. Atkinson e Myers falaram que "The Man Trap" demonstrava que a série tinha "algo de especial" e ainda era mais culturalmente diverso do que a televisão moderna. Ryan Britt também da Reactor achou que o episódio não era uma boa introdução à The Original Series, mas elogiou o tempo em cena para Rand, Uhura e Hikaru Sulu, também comentando que estes dois últimos nunca mais foram tão interessantes pelo restante da série e filmes. Britt também comentou que o episódio era diferente do resto da série, mais semelhante a The Twilight Zone, algo que atribuiu ao trabalho anterior de Johnson neste programa.

## Outras mídias
"The Man Trap" foi adaptado como um conto pelo autor James Blish como parte de uma romantização dos episódios de The Original Series. Foi publicado em janeiro de 1967 na coleção Star Trek junto com adaptações de outros sete episódios, porém seu título foi alterado para "The Unreal McCoy". Foi lançado no formato de fita cassete pela Startone Productions em 1982. Foi disponibilizado em LaserDisc em 1985 junto com "Charlie X". Posteriormente também foi lançado nos formatos VHS e Betamax. O episódio foi lançado em DVD em 1999 junto com "The Naked Time". Foi relançado em DVD em 2004 como parte da coleção da primeira temporada; as três temporadas de The Original Series foram lançadas como uma caixa única no final do mesmo ano. A versão remasterizada de "The Man Trap" foi lançada em DVD e Blu-ray em 2009.